# Orkan Katrina
Orkan Katrina je bil katastrofalen orkan, ki je naredil ogromno škode Louisianskemu mestu New Orleans, ZDA. Pustošil je avgusta 2005, vrhunec pa je dosegel 29. avgusta. Oškodovani so bili tudi deli Alabame in Misisipija. Naredil je največ denarne škode od vseh naravnih nesreč v zgodovini ZDA (približno 84 milijard dolarjev). V nesreči je umrlo čez 1800 ljudi. Voda je preplavila mesto. Ljudje, ki so preživeli, so nenadoma ostali brez vsega. Bili so prisiljeni zapustiti svoje domove. Še dolgo so potekale reševalne akcije. Reševalci so na čolnih in s helikopterji iskali morebitne preživele ljudi in živali.